# Plac Trzech Krzyży w Warszawie

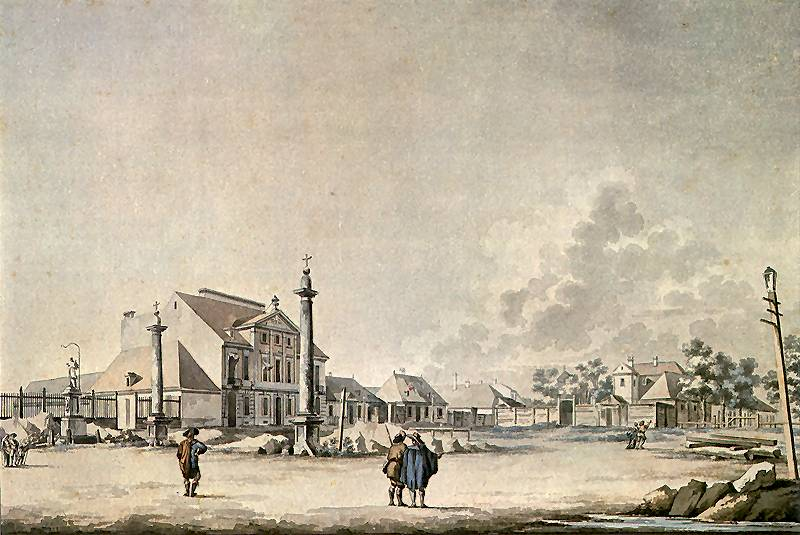
Plac na akwareli Zygmunta Vogla (1785)

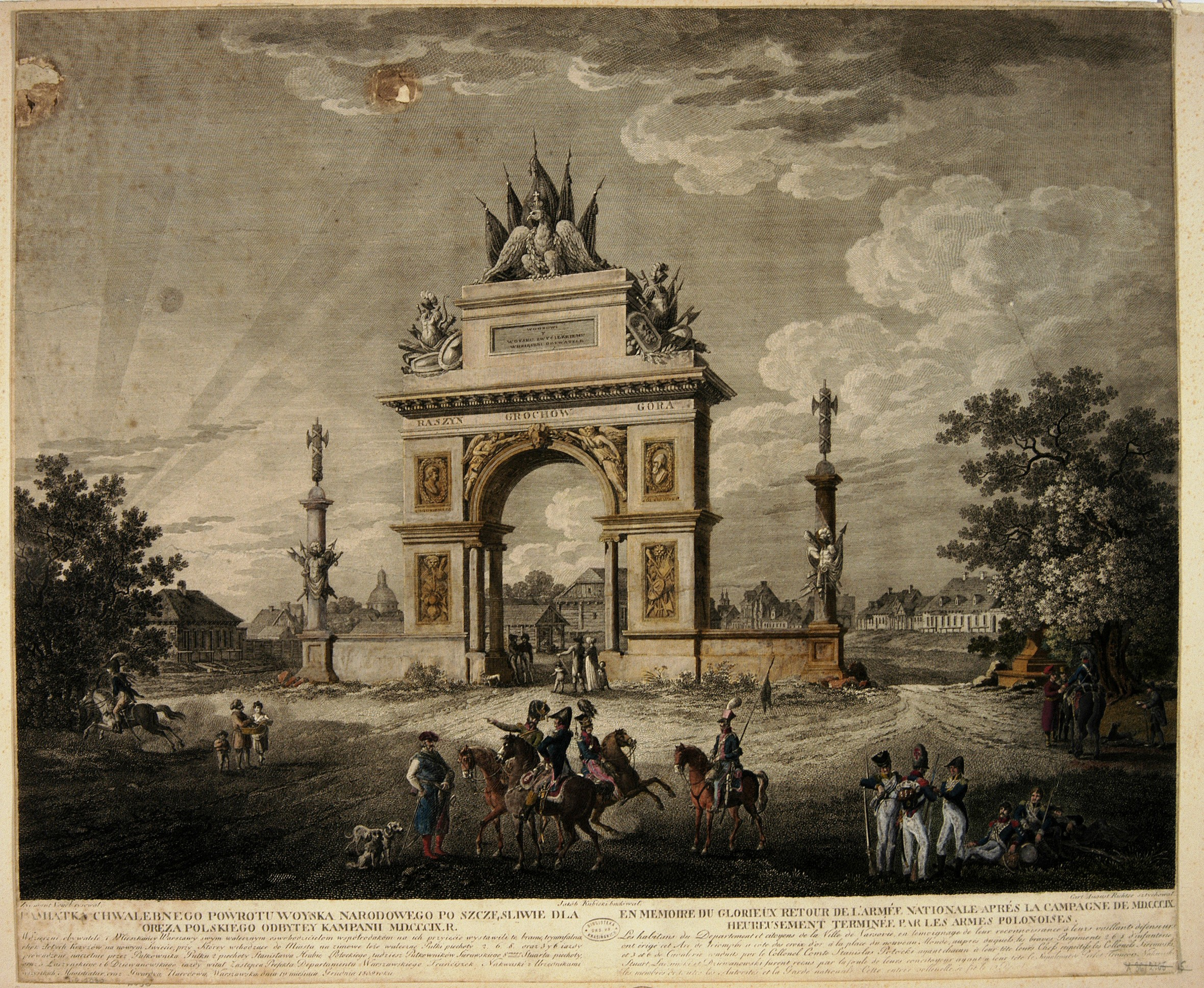
Brama triumfalna zaprojektowana przez Jakuba Kubickiego wzniesiona na placu w 1809 na powitanie wojsk polskich

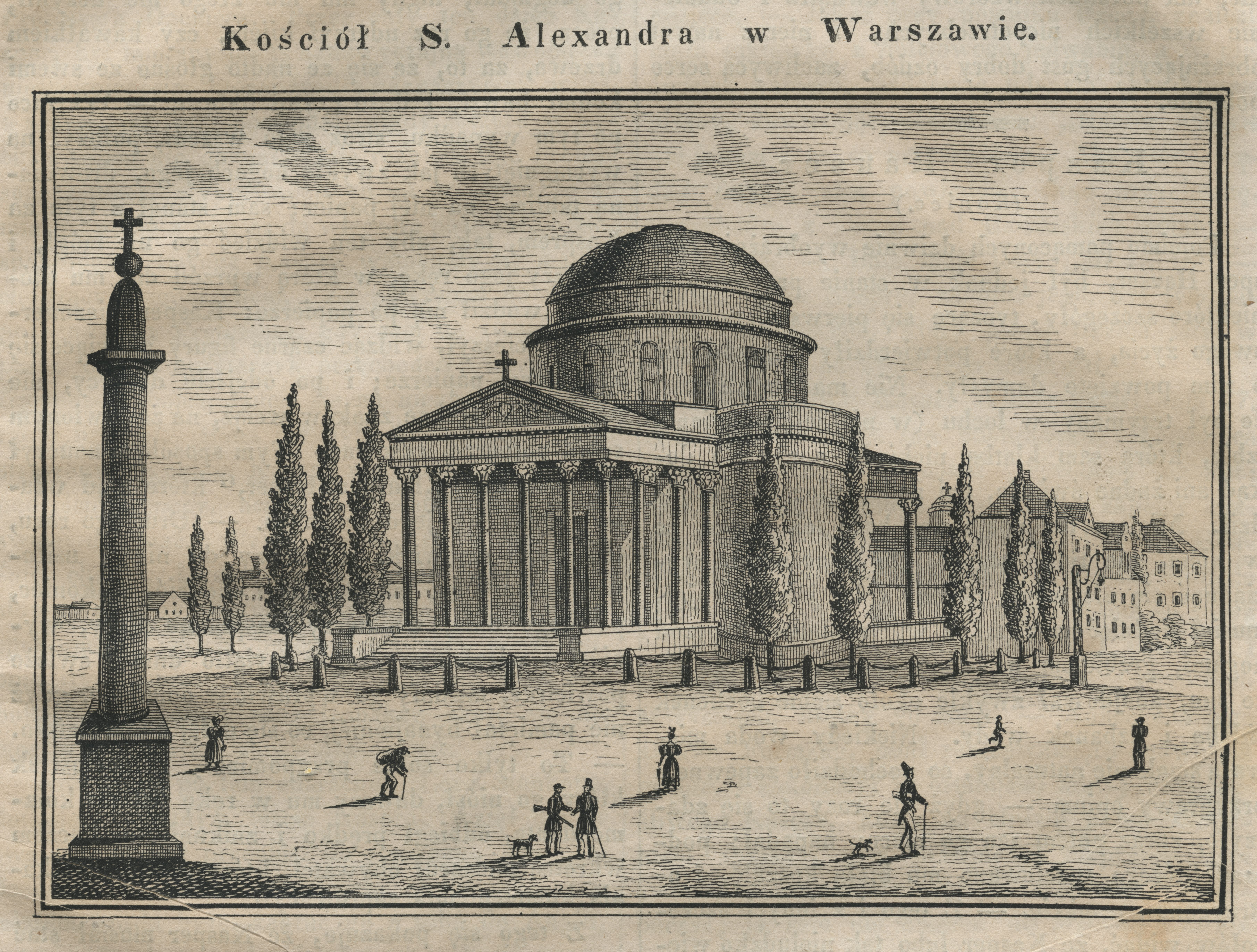
Plac z kościołem św. Aleksandra w 1835

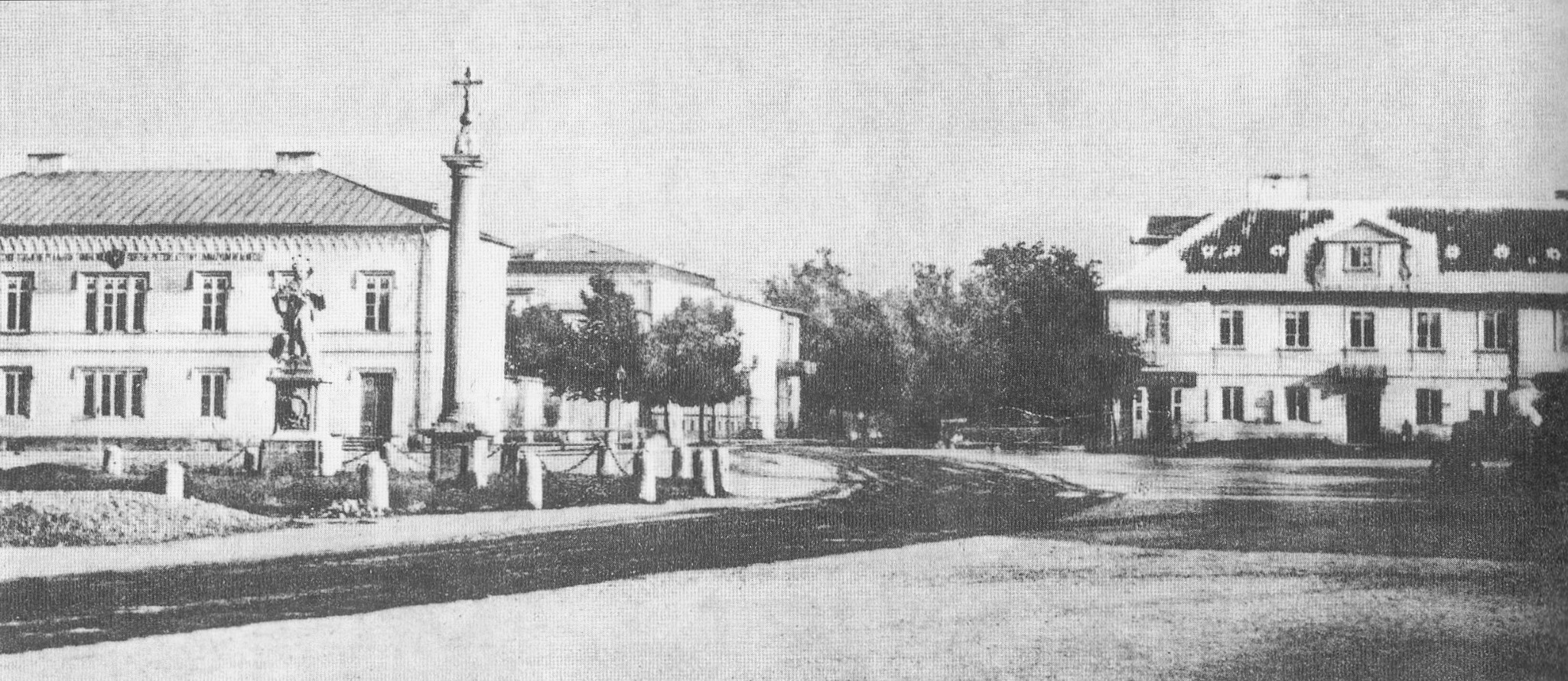
Plac ok. 1865, widok w kierunku wylotu Alej Ujazdowskich. Po prawej kamienica Antoniego Lucińskiego

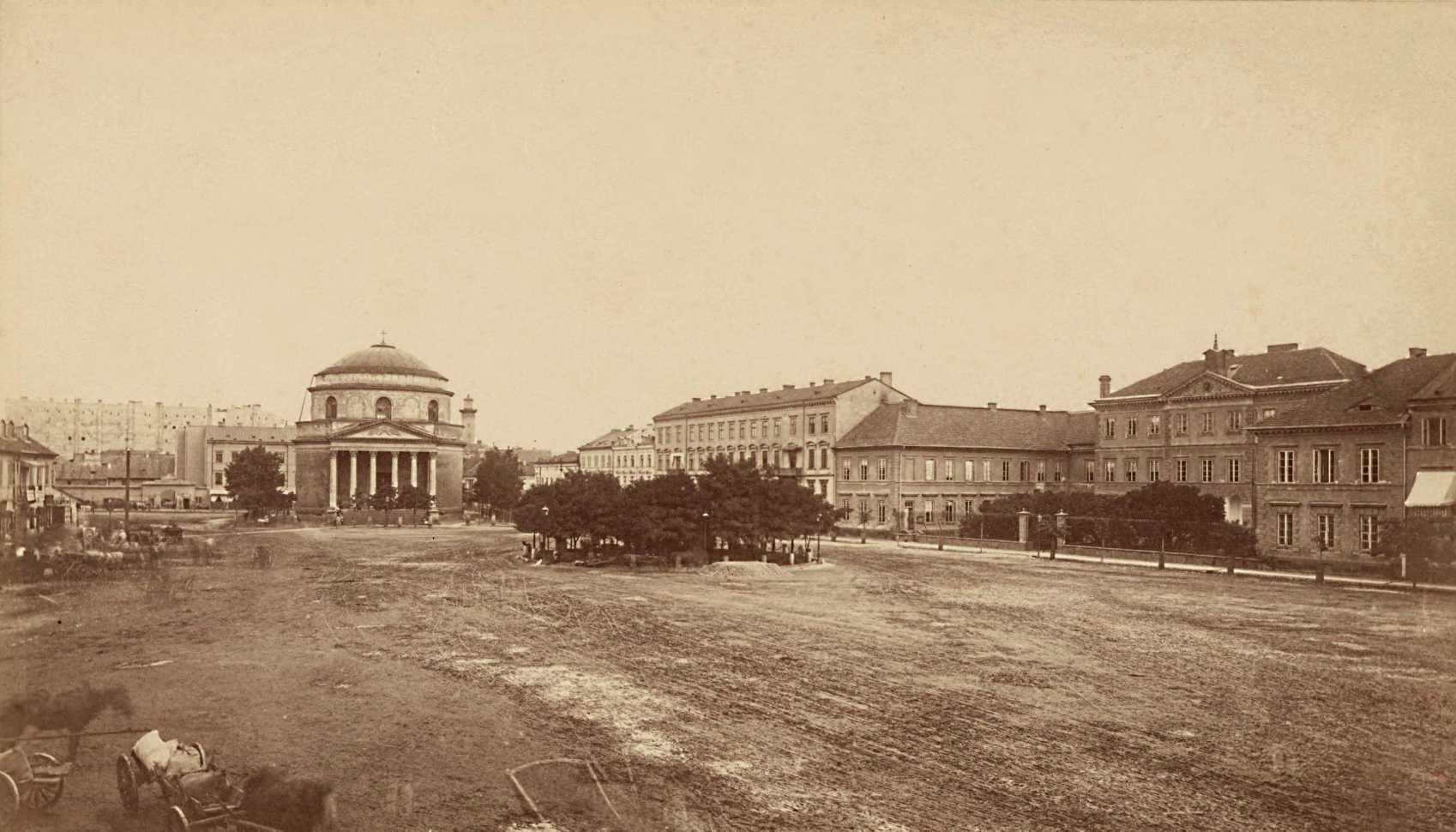
Plac w latach 80. XIX wieku z kościołem św. Aleksandra w jego pierwotnej formie nadanej przez Chrystiana Piotra Aignera. Po prawej budynek Instytutu Głuchoniemych z nadbudowanym w latach 1873–1874 korpusem głównym

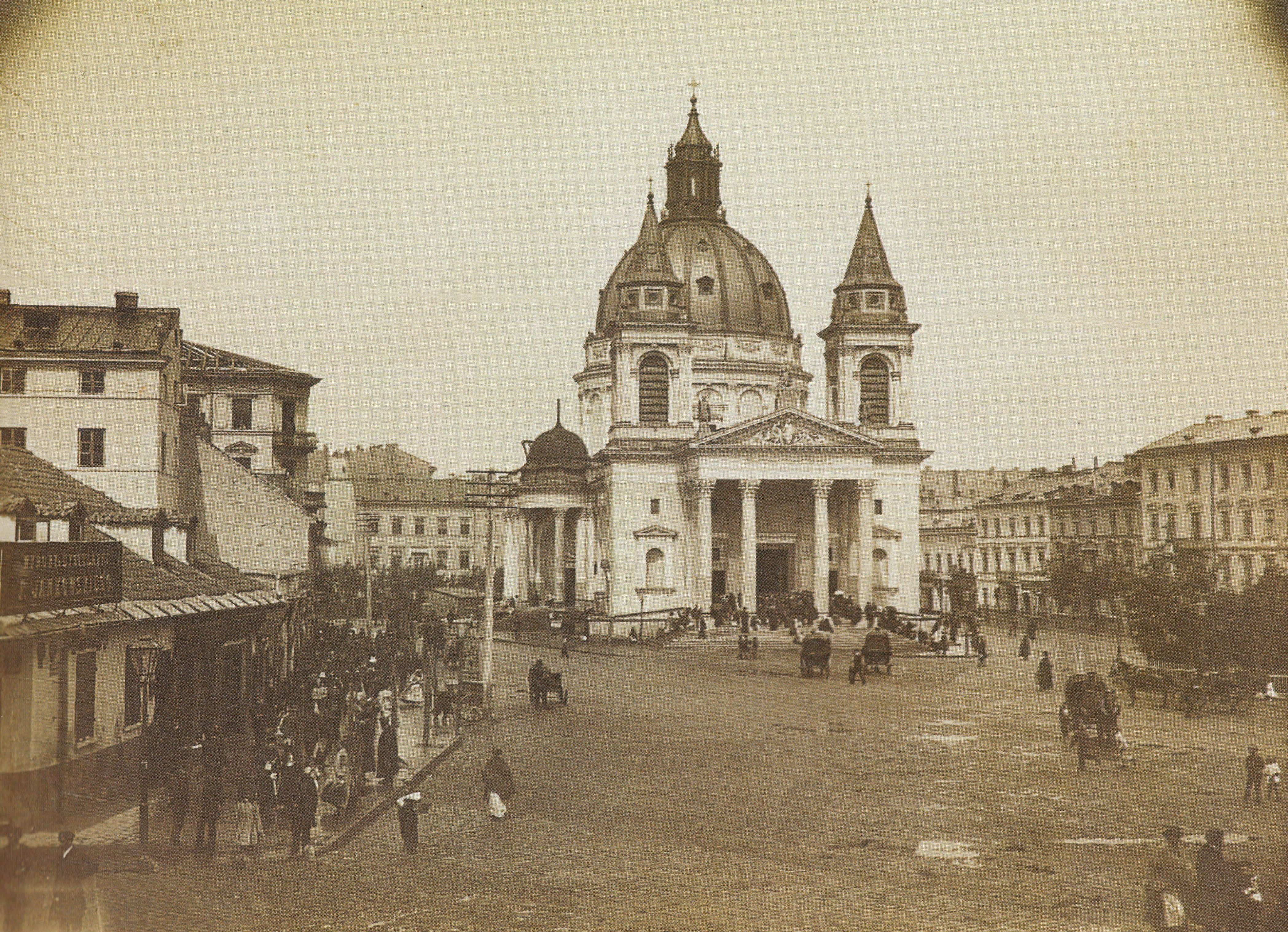
Świątynia po przebudowie w latach 1886–1895 przez Józefa Piusa Dziekońskiego

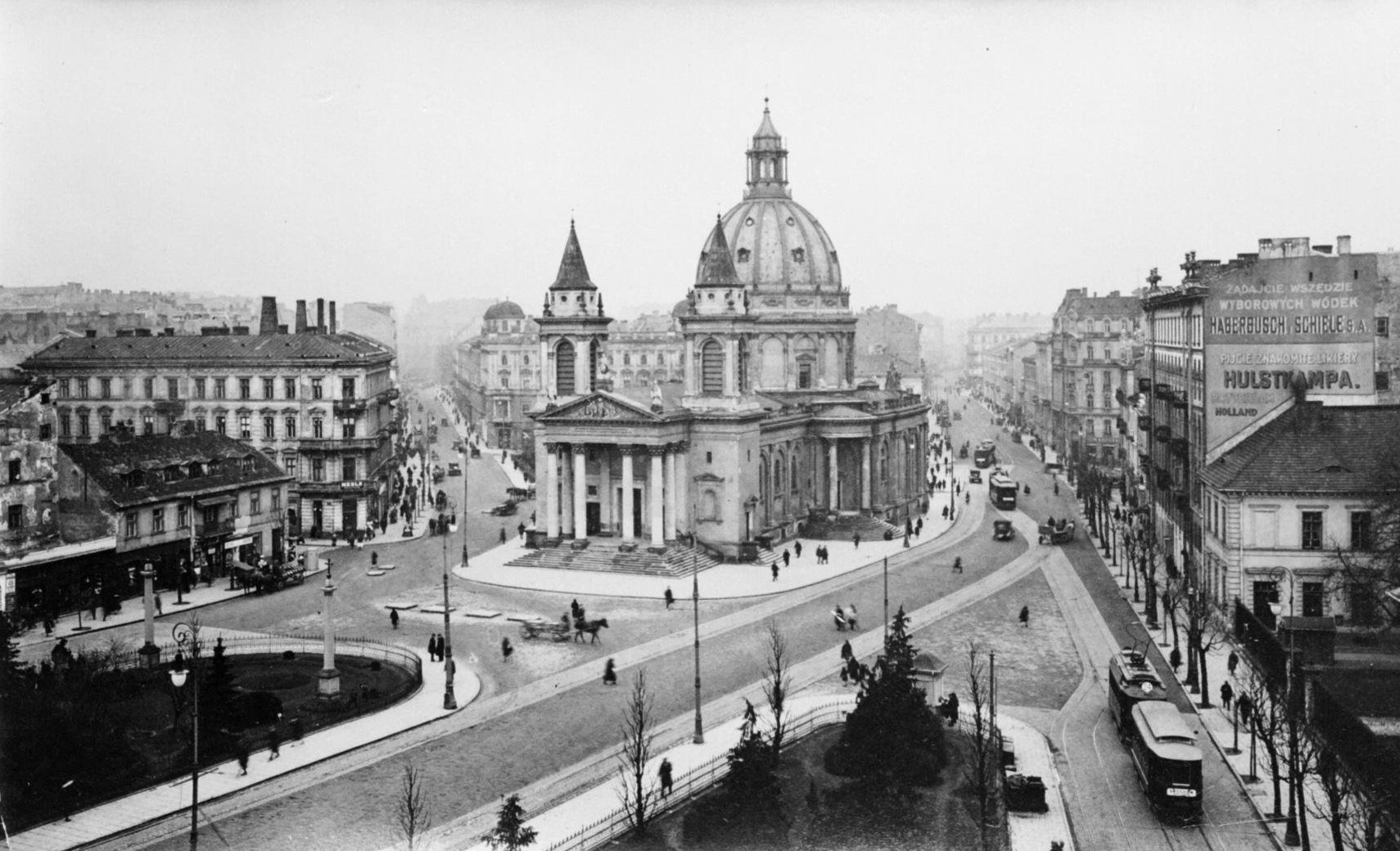
Plac w 1934, po lewej stronie widoczny nieistniejący wylot ul. Wspólnej

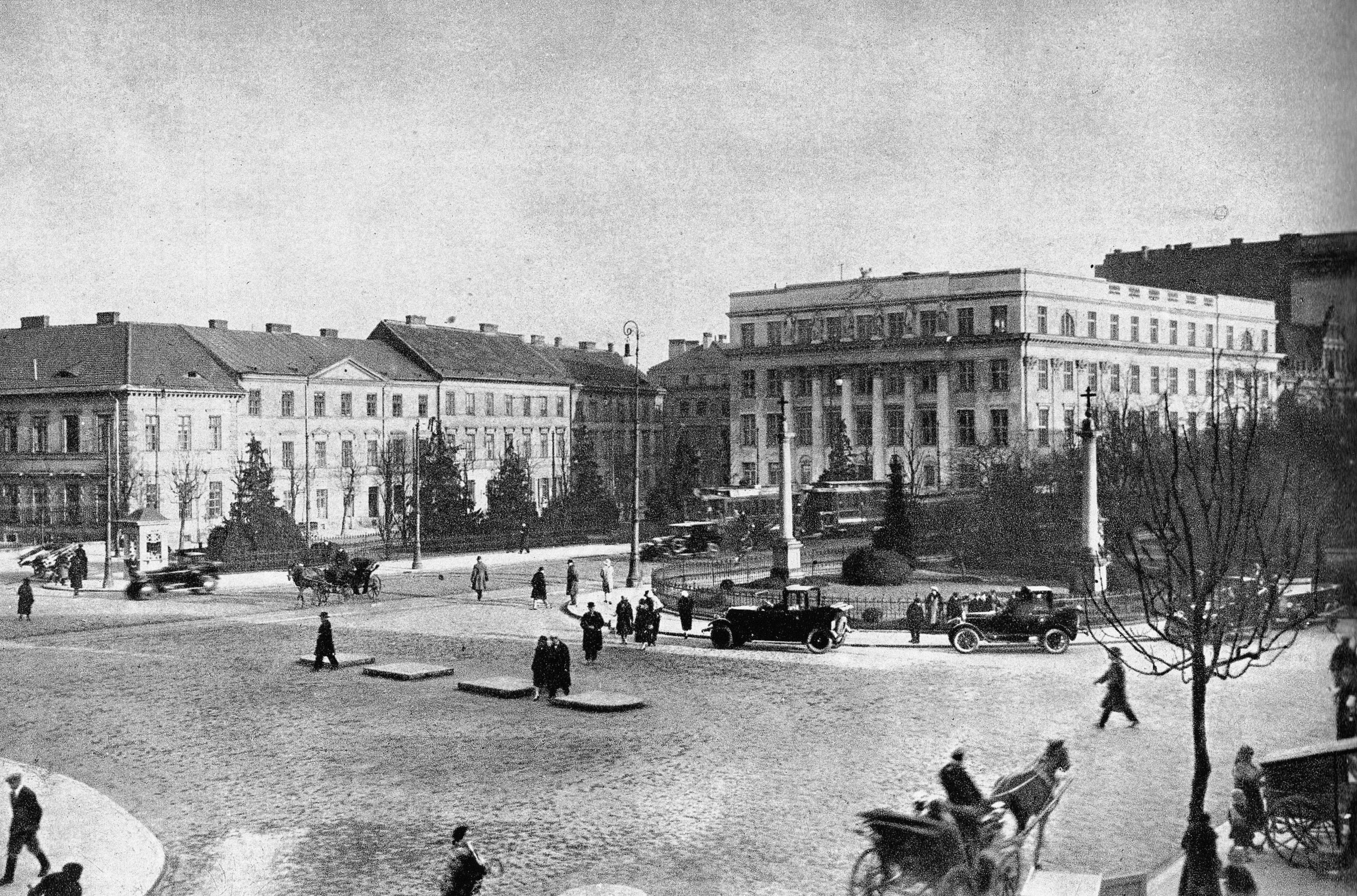
Widok w kierunku wylotu ul. Wiejskiej, po prawej gmach Gimnazjum im. Królowej Jadwigi, przed 1939

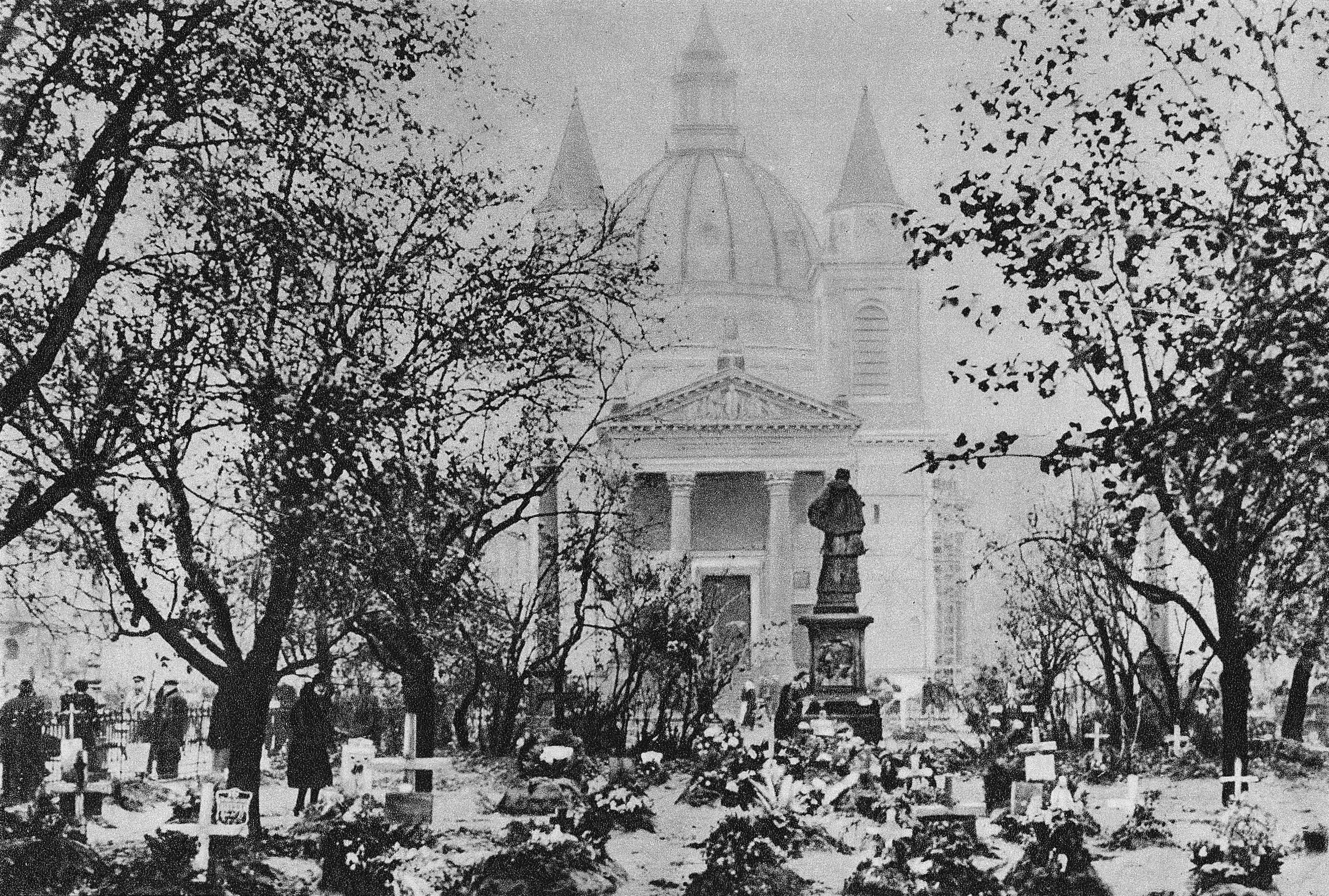
Groby poległych podczas obrony Warszawy w 1939 na skwerze przed kościołem św. Aleksandra

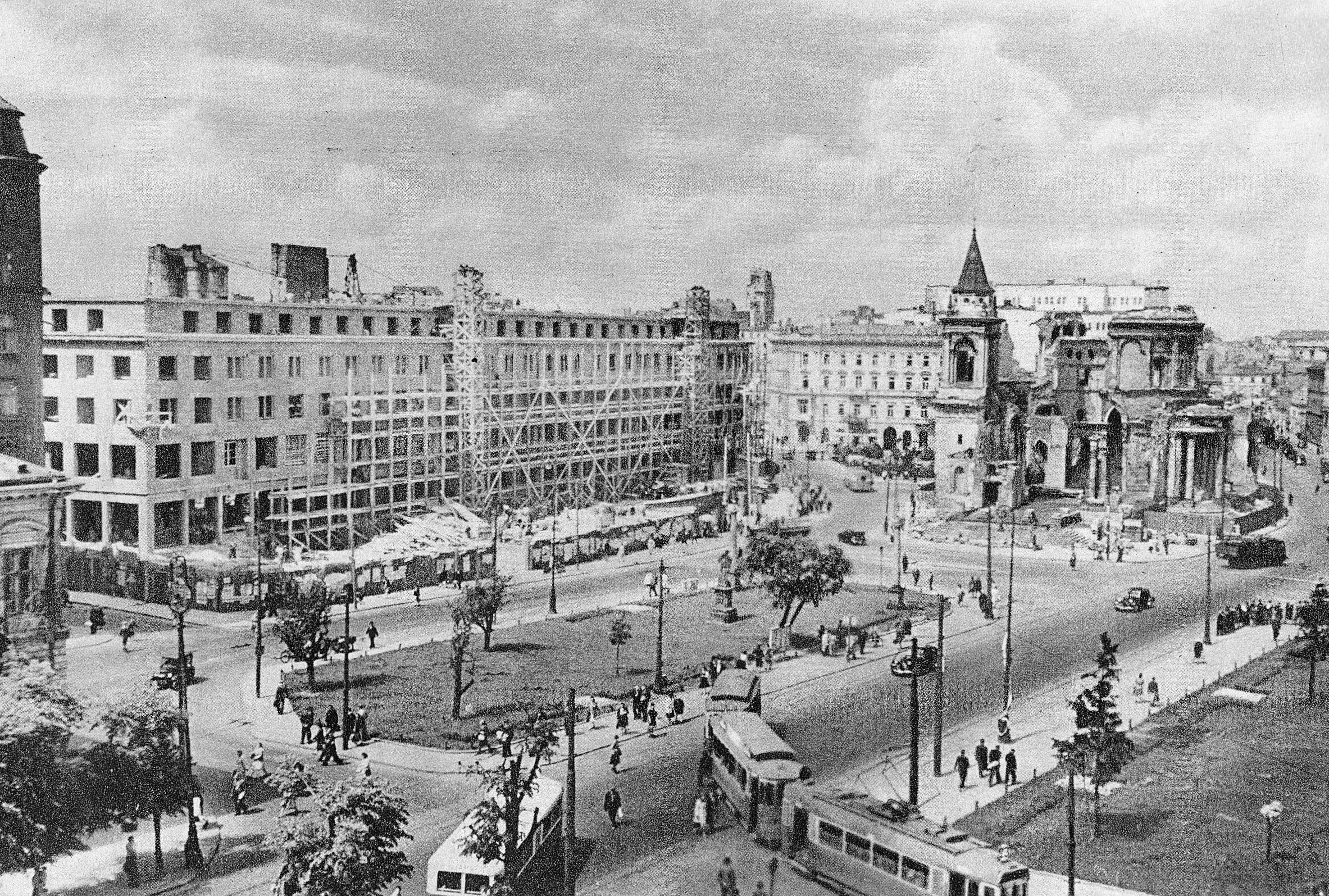
Budowa budynku Państwowej Komisji Planowania Gospodarczego (PKPG). Widoczny tramwaj wjeżdżający na pętlę

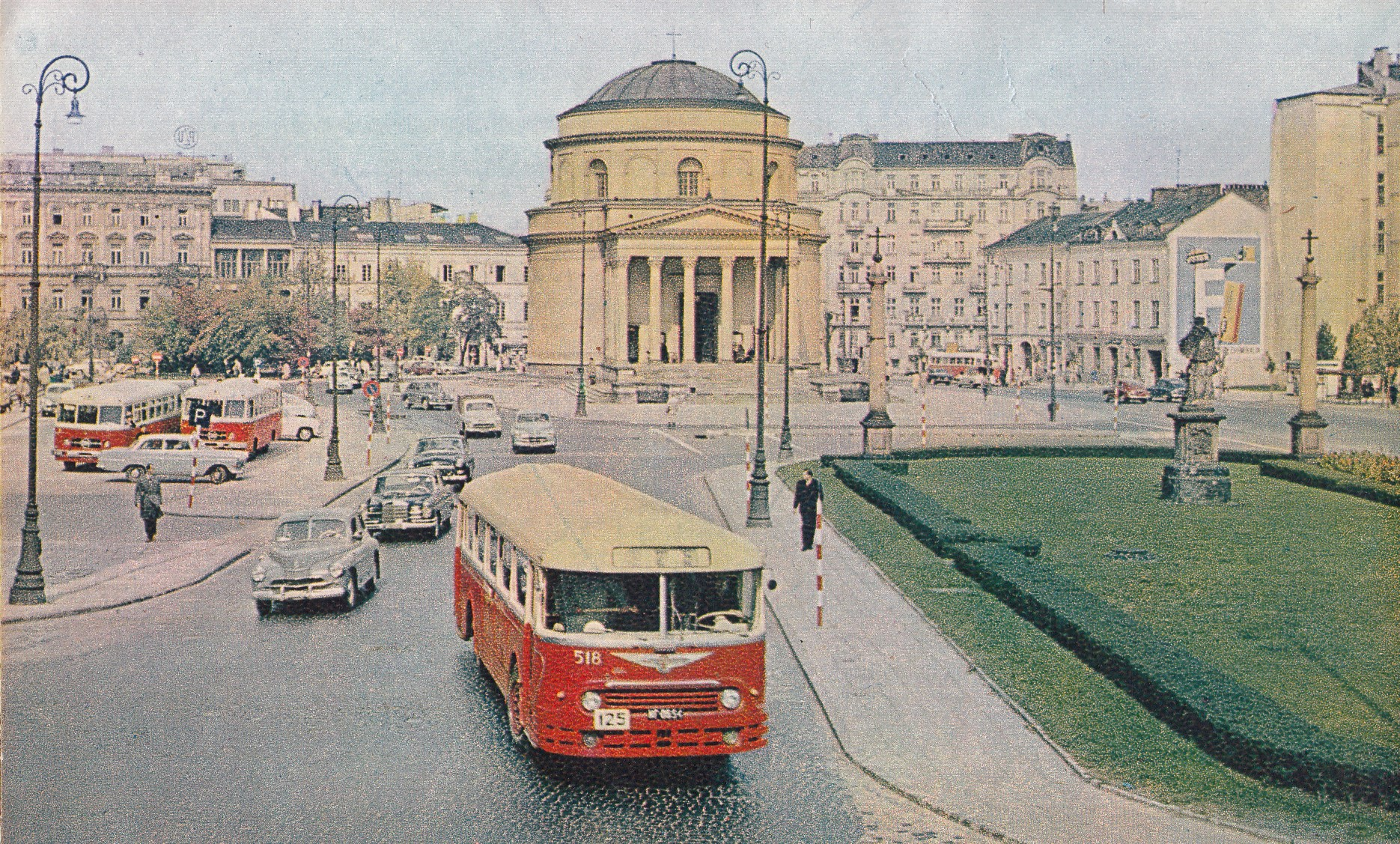
Plac w latach 60.

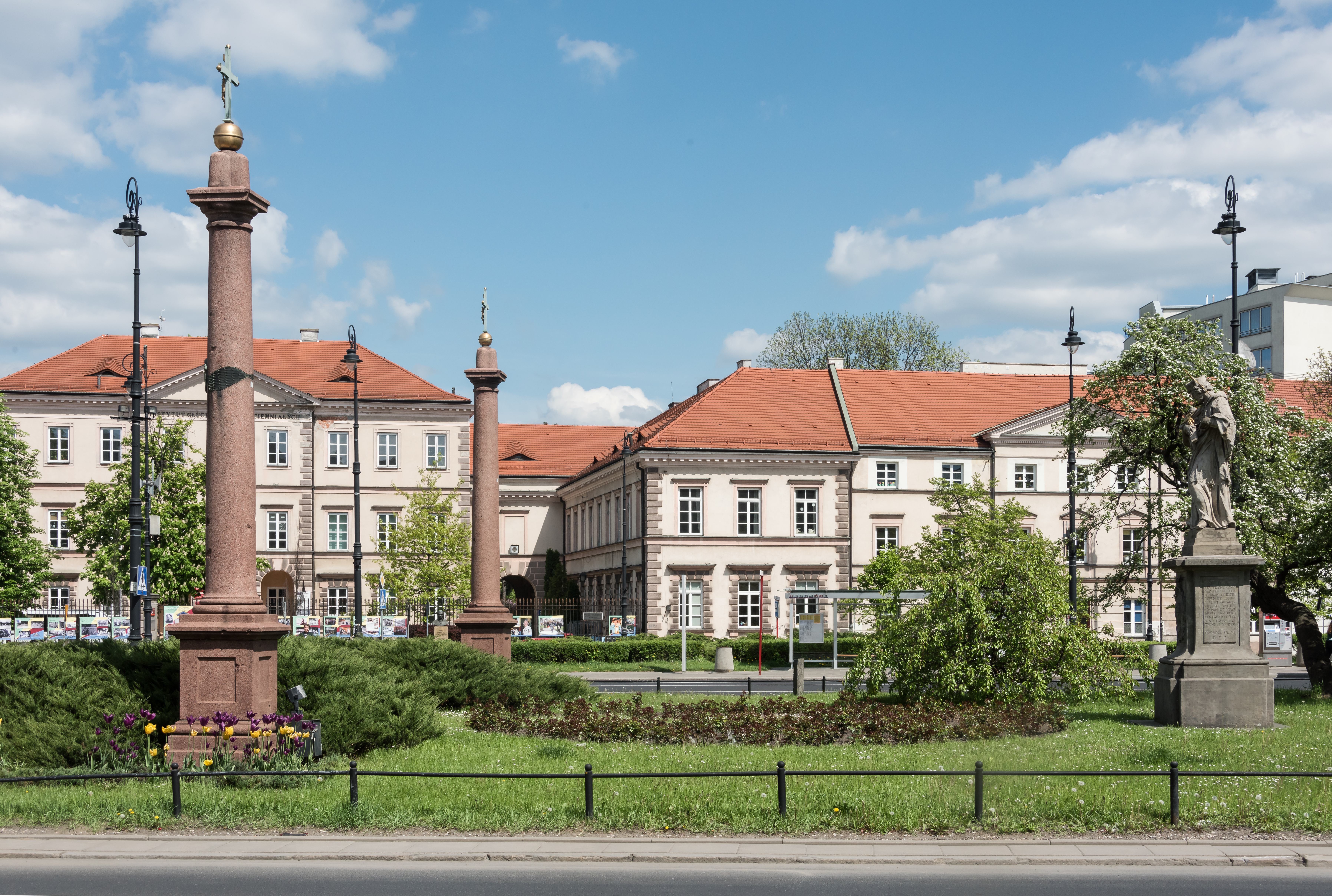
Kolumny z krzyżami i posąg świętego Jana Nepomucena trzymającego w rękach krzyż, w tle Instytut Głuchoniemych

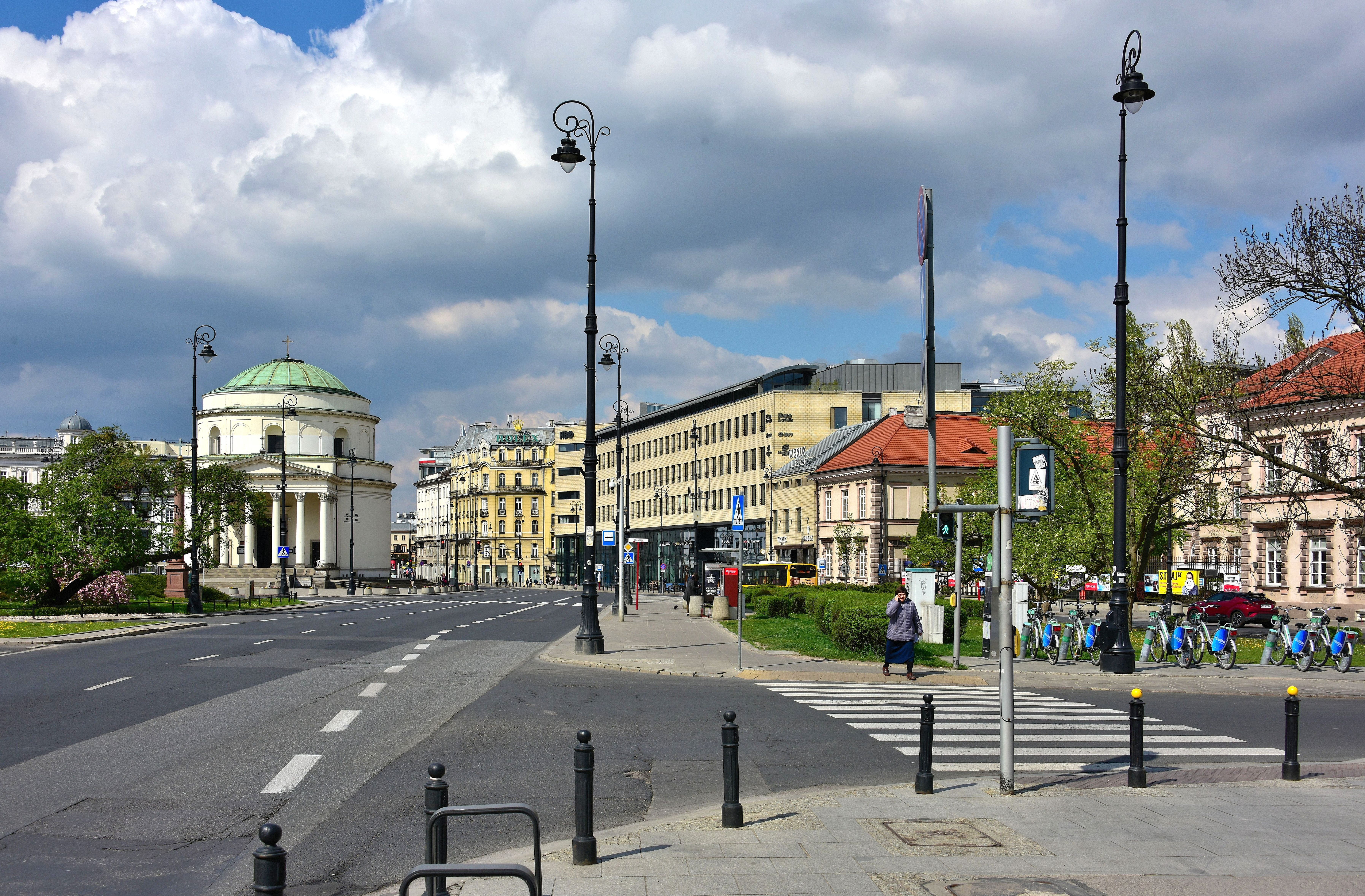
Pierzeja wschodnia placu

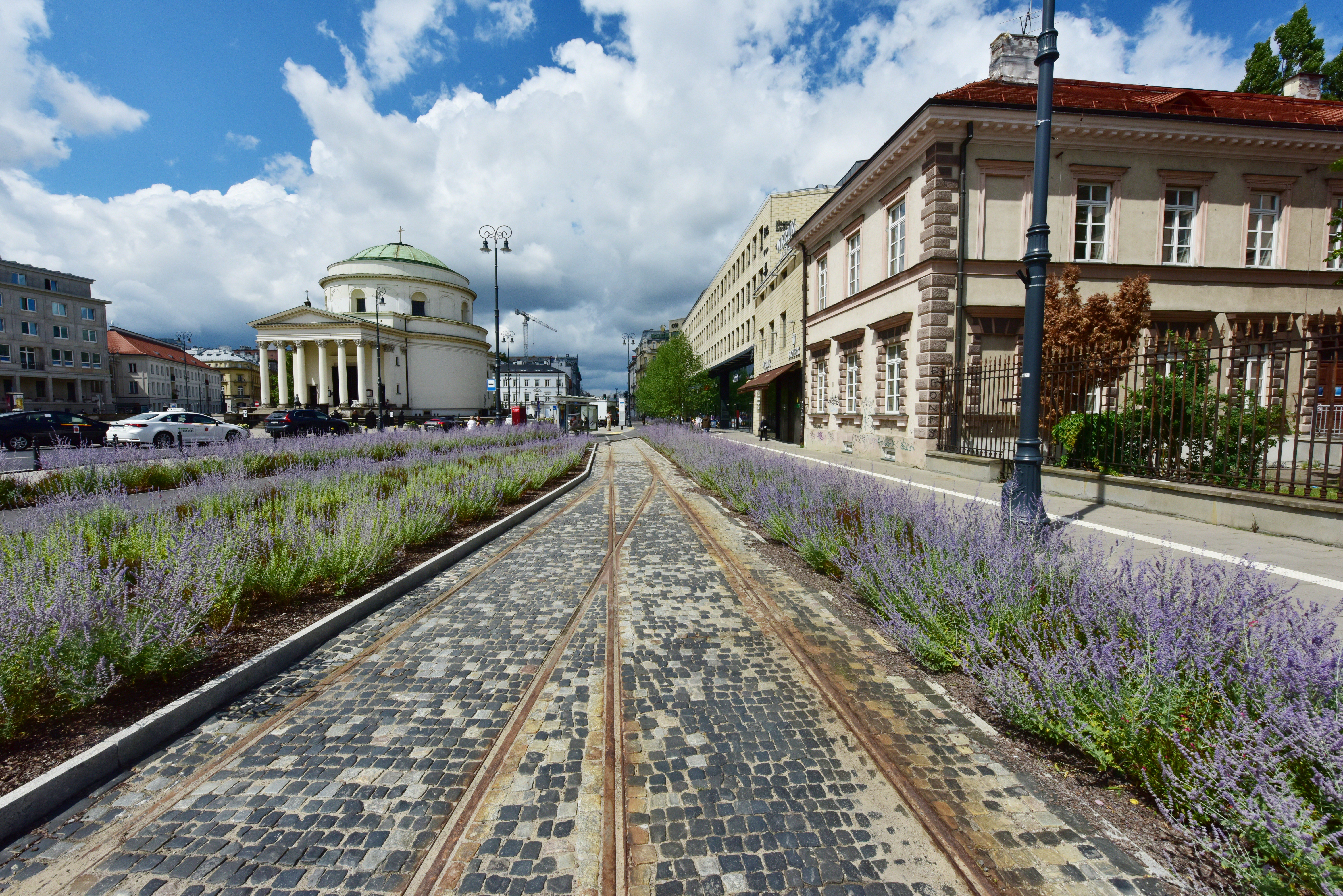
Wyeksponowane w 2023 roku fragmenty przedwojennego bruku i torowiska tramwajowego

Plac Trzech Krzyży – zabytkowy plac znajdujący się w dzielnicy Śródmieście w Warszawie, w ciągu Traktu Królewskiego. Jest położony między wylotami ulic: Nowego Światu, Książęcej, Bolesława Prusa, Wiejskiej, Alej Ujazdowskich, Mokotowskiej, Hożej, Żurawiej i Brackiej. Został ukształtowany w XVIII wieku.

## Historia
Plac powstał w węźle dawnych traktów prowadzących ze Starej Warszawy (ul. Nowy Świat) do Solca (ul. Książęca), Ujazdowa (ul. Wiejska), Rakowca (ul. Mokotowska) i Grzybowa (ul. Bracka). Rozdroże było mniejsze od obecnego placu, a do połowy XVIII wieku w jego północnej części, wzdłuż dzisiejszej ulicy Żurawiej i dalej, wąwozem ulicy Książęcej, płynęła do Wisły rzeka Żurawka.
Około 1725 na placu wzniesiono dwie kolumny zwieńczone pozłacanymi krzyżami, wyznaczające początek Drogi Kalwaryjskiej (Drogi Krzyżowej Kalwarii Ujazdowskiej), ufundowanej przez króla Augusta II. Droga wiodła do Grobu Chrystusa, znajdującego się przy Zamku Ujazdowskim, który miał zostać przebudowany na kościół i klasztor. Dewocyjna fundacja króla dała początek dzisiejszym Alejom Ujazdowskim.
W 1756, na pamiątkę zakończenia brukowania warszawskich ulic i doprowadzenia bruku aż do tego miejsca, marszałek wielki koronny Franciszek Bieliński postawił nieopodal kolumn, na osi Nowego Światu w pobliżu wylotu obecnej ulicy Wiejskiej, posąg świętego Jana Nepomucena trzymającego w rękach krzyż. Autorem posągu był prawdopodobnie Jan Jerzy Plersch. Krzyż w rękach świętego był trzecim krzyżem w tym miejscu, stąd też w XVIII i XIX wieku plac nazywano placem Trzech Złotych Krzyży, placem Złotych Krzyży, ale także rozdrożem Złotych Krzyży lub miejscem obok Złotych Krzyżów na Nowym Świecie. Inne używane nazwy to plac pod Figurami, plac Aleksandra i plac św. Aleksandra. Obecną nazwę nadano oficjalnie w 1919.
W 1787 na placu urządzono targowisko, a w 1831 został on wybrukowany.
W grudniu 1922 na placu doszło do starć pomiędzy przeciwnikami i zwolennikami wyboru na urząd prezydenta Gabriela Narutowicza (robotnikami z PPS i nacjonalistyczną młodzieżą), w wyniku których rannych zostało kilkanaście osób.
W czasie obrony Warszawy we wrześniu 1939 skwer przy kościele św. Aleksandra zamieniono w cmentarz, na którym chowano ofiary niemieckich bombardowań. Groby usunięto jesienią 1939. 
W okresie okupacji plac znajdował się w granicach dzielnicy niemieckiej. Po zamknięciu w listopadzie 1939 Gimnazjum im. Królowej Jadwigi, w budynku zorganizowano tzw. Dom Żołnierza (Soldatenheim). Niemcy zajęli także szereg obiektów znajdujących się w pobliżu placu m.in. budynek YMCA przy ulicy Konopnickiej 6 oraz gmach Izby Przemysłowo-Handlowej przy ul. Wiejskiej 10, a także budynki w Alejach Ujazdowskich. Na dwóch przeciwległych krańcach placu (róg ulic Hożej i Mokotowskiej oraz Książęcej i Nowego Światu) uruchomiono sklepy Julius Meinl, przeznaczone wyłącznie dla Niemców. W kwietniu 1942 przez plac zaczęła przejeżdżać przeznaczona wyłącznie dla okupanta nowo uruchomiona okólna linia tramwajowa „O”.
Podczas powstania warszawskiego, plac do 3 sierpnia 1944 znajdował się pod kontrolą Niemców. Tego dnia po południu powstańcy zdobyli budynek Gimnazjum im. Królowej Jadwigi, a w nocy opanowali budynek towarzystwa ubezpieczeniowego Riunione Adriatica di Sicurtà. 4 sierpnia kontrolę nad placem przejęli powstańcy. Wyloty ulic: Nowy Świat, Brackiej, Żurawiej, Wspólnej, Hożej i Mokotowskiej zostały przegrodzone barykadami. Najcięższe walki toczyły się po wschodniej stronie placu, w rejonie Szpitala św. Łazarza i ulicy Książęcej, która stanowiła jedyny łącznik pomiędzy Śródmieściem a Solcem (Powiślem Czerniakowskim). 2 września 1944. samoloty Luftwaffe zbombardowały budynek Gimnazjum im. Królowej Jadwigi, budynek towarzystwa ubezpieczeniowego Riunione Adriatica di Sicurtà i kościół św. Aleksandra. Ocalały kościół dolny, lewa wieża świątyni, fragmenty murów rotundy oraz portyk od strony Nowego Światu. 13 września 1944 Niemcy przerwali jedyną drogę łączącą Śródmieście i Czerniaków − przez ulicę Książęcą i plac Trzech Krzyży − jednak sam plac Polacy utrzymali do kapitulacji powstania.
W latach 2022−2023 plac został przebudowany, m.in. wyznaczono pas rowerowy w ciągu Alej Ujazdowskich, posadzono 28 drzew, zainstalowano sygnalizację świetlną na przejściu dla pieszych w jego centralnej części oraz wyeksponowano fragmenty przedwojennego bruku i torowiska tramwajowego.

## Zabudowa placu
Do połowy XVIII wieku luźna zabudowa otoczonego ogrodami placu była w większości drewniana. Pierwsze większe budynki murowane zaczęto wznosić ok. 1770. W 1776 – pałacyk Dominika Merliniego, nazywany także domkiem Holenderskim, (nr 4/6), a ok. 1787 kamienicę Antoniego Lucińskiego, podczaszego Stanisława Augusta Poniatowskiego (nr 3). 
We wrześniu 1809 na placu ustawiono bramę triumfalną z napisem Pamiątka chwalebnego powrotu Woyska Narodowego po szczęśliwie dla oręża polskiego odbytej kampanii MDCCCIX, na powitanie wojsk polskich pod dowództwem księcia Józefa Poniatowskiego wracających do stolicy po kampanii austriackiej. W listopadzie 1815 zbudowano tam drewnianą bramę triumfalną w stylu klasycystycznym z okazji wjazdu do Warszawy – od strony południowej tj. przez rogatki mokotowskie – cesarza Rosji Aleksandra I. Był to jednoarkadowy łuk triumfalny z rozbudowaną partią rzeźbiarską. Obydwie budowle zaprojektował Jakub Kubicki.
W 1817 plac powiększono wywłaszczając pięć posesji i rozbierając znajdujące się na nich budynki. W latach 1818–1825 wzniesiono tam klasycystyczny kościół św. Aleksandra zaprojektowany przez Chrystiana Piotra Aignera. Świątynia powstała ze składek urzędników państwowych i osób prywatnych, przeznaczonych pierwotnie na murowaną bramę triumfalną na cześć Aleksandra I, która miała zastąpić drewniany obiekt z 1815. Rosyjski monarcha przeszkodził jednak w realizacji tego pomysłu, wskutek czego zgromadzone środki postanowiono przeznaczyć na wzniesienie w pobliżu miejsca, w którym znajdowała się brama, kościoła św. Aleksandra. Zastąpił on stary drewniany kościółek parafialny św. Anny i św. Małgorzaty znajdujący się w pobliżu Belwederu.
Plac uregulowano i nazwano placem Aleksandra ku czci cara Aleksandra I. W 1827 po wschodniej stronie placu zbudowano klasycystyczny budynek Instytutu Głuchoniemych. Jednopiętrowy korpus główny budynku został w latach 1873–1874 nadbudowany o kolejne piętro. W takiej formie zachował się do dziś.
Od 1862 na parterze kamienicy pod nr 10 prowadził aptekę Henryk Klawe. Dała ona początek jednej z najbardziej znanych rodzinnych warszawskich firm farmaceutycznych – Towarzystwu Przemysłu Chemiczno-Farmaceutycznego d. Mgr Klawe SA (później Polfa Warszawa).
Od 1871 funkcjonujące na placu Trzech Krzyży targowisko zaczęło być stopniowo przenoszone na posesję u zbiegu placu i ul. Hożej, gdzie dla potrzeb handlu wybudowano trzypiętrowe oficyny. Później bazar przeniesiono na parcelę położoną między ulicami: Wspólną, Hożą i Kruczą, gdzie działał do września 1939.
W latach 1884–1886 u wylotu ulicy Brackiej wzniesiono monumentalną kamienicę Pod Gryfami, zaprojektowaną przez Józefa Hussa.
Ponieważ kościół św. Aleksandra okazał się być zbyt mały dla szybko rozwijającej się parafii, w latach 1886–1894 został on znacznie powiększony według projektu Józefa Piusa Dziekońskiego w stylu neorenesansu. W związku z przebudową świątyni kolumny z krzyżami oraz figurę św. Jana Nepomucena przeniesiono na nowy skwer, urządzony w 1894 naprzeciw głównego wejścia do świątyni. W latach 1897–1900 zwietrzałe marmurowe trzony kolumn wymieniono na nowe, wykonane z różowego granitu, które zachowały się do dziś.
Po udzieleniu w 1892 przez miasto koncesji paryskiemu towarzystwu akcyjnemu Compagnie Nouvelle des châlets de commodité pour la France et l’Etranger, w północno-zachodniej części placu Trzech Krzyży powstał jeden z pierwszych nowoczesnych szaletów publicznych w Warszawie, składający się z niewielkiego murowanego budynku i blaszanej konstrukcji w kształcie rotundy (tzw. grzybka). Rozebrany w 2005 obiekt był ostatnim z kilkunastu tego typu obiektów zbudowanych przez francuskie towarzystwo w Warszawie.
W latach 1913–1914 na rogu ulic Hożej i Mokotowskiej wzniesiono siedmiopiętrową, zachowaną do dzisiaj, kamienicę Sukierta, zaprojektowaną przez Henryka Stifelmana i Stanisława Weissa.
W 1924 jednopiętrowy budynek biurowy znajdujący się u wylotu ulicy Wiejskiej i Alej Ujazdowskich przebudowano na siedzibę Gimnazjum im. Królowej Jadwigi. Nowy gmach zaprojektował Józef Handzelewicz.
W latach 1938–1939 pod nr 2, na rogu ulicy Prusa, wzniesiono wielki wielofunkcyjny budynek należący do włoskiego towarzystwa ubezpieczeniowego Riunione Adriatica di Sicurtà zaprojektowany przez Edwarda Ebera. W styczniu 1939 uruchomiono tam jedno z największych i najnowocześniejszych warszawskich kin, „Napoleon”, przemianowane w okresie okupacji na „Apollo” (od października 1942 kino było przeznaczone wyłącznie dla Niemców).
W latach 1947–1949 w zachodniej części placu wzniesiono budynek Państwowej Komisji Planowania Gospodarczego, zaprojektowany przez Stanisława Bieńkuńskiego i Stanisława Rychłowskiego. Odciął od placu wylot ul. Wspólnej. Monumentalny gmach, nawiązujący do reprezentacyjnej architektury lat 30., był pierwszym po wojnie budynkiem w Warszawie zrealizowanym z prefabrykatów (pustaków z gruzobetonu).
W 1949 opracowano koncepcję otwarcia placu Trzech Krzyży od strony wschodniej, gdzie na zboczu skarpy miał powstać ziemny amfiteatr. Oznaczałoby to konieczność wyburzenia budynku Instytutu Głuchoniemych oraz kamienic we wschodniej pierzei placu. Ten pomysł nie został jednak zrealizowany. Nie zdecydowano się również na rozebranie stosunkowo dobrze zachowanych kamienic w narożniku Nowego Światu i Książęcej w celu odsłonięcia południowej (zaprojektowanej jako główna) fasady gmachu KC PZPR.
W latach 1949–1952 odbudowano kościół św. Aleksandra w formie zbliżonej do pierwotnego projektu Chrystiana Piotra Aignera. W ocenie Biura Odbudowy Stolicy świątynia dzięki swej zmniejszonej bryle miała być lepiej wkomponowana w zabudowę placu. Na miejscu kościoła zaprojektowanego przez Józefa Piusa Dziekońskiego wykonano taras otaczający świątynię i tworzący plac przed głównym wejściem. Dwa wejścia do dolnego kościoła, znajdującego się pod tarasem, zostały umieszczone na poziomie placu Trzech Krzyży. W 1951, pomimo protestów parafian, zburzono ocalałą lewą wieżę świątyni.
Po wojnie zrekonstruowano obie kamienice w północnej pierzei placu, wypełniając lukę między nimi pseudorenesansowym dwupiętrowym budynkiem, w którym od 1952 mieściła się redakcja tygodnika „Szpilki” (nr 16a). Z kolei po stronie południowej nie odbudowano gmachu Gimnazjum im. Królowej Jadwigi, pozostawiając jedynie i wydłużając do Alej Ujazdowskich jego południową oficynę, przez co plac został nieznacznie wydłużony w kierunku ulicy Wiejskiej. Na skwerze urządzonym w miejscu, w którym znajdował się budynek towarzystwa Riunione Adriatica di Sicurtà, ustawiono kamień z tablicą upamiętniającą bojownika Gwardii Ludowej Ładysława Buczyńskiego, który zginął podczas zamachu na kino „Apollo” w styczniu 1943. Upamiętnienie usunięto w latach 90. XX w związku z budową w tym miejscu hotelu Sheraton.
W latach 70. zburzono kamienicę nr 10, a wyposażenie apteki Henryka Klawego przewieziono do apteki „Cefarmu” przy ul. Krakowskie Przedmieście 19 (po jej likwidacji w 2011 spółka przekazała je do Muzeum Farmacji im. mgr Antoniny Leśniewskiej).
W latach 1996–1998 przy narożniku z Książęcą wzniesiono biurowiec Holland Park, który – po zakończeniu w 1996 budowy hotelu Sheraton – wypełnił brakujący fragment pierzei placu po stronie wschodniej. W 2017 zakończyła się rozbudowa budynku, który zmienił nazwę na Ethos.
W 2003 zakończono przebudowę kamienicy Antoniego Lucińskiego, która została nadbudowana szklanym dachem i połączona z budynkami dawnej Destylarni Wódek Karola Schneidera i kamienicą Karszo-Siedlewskich (Al. Ujazdowskie 51). Nowy obiekt biurowo-usługowy otrzymał nazwę Domu Dochodowego o Trzech Frontach.

## Ważniejsze obiekty

### Budynki
- Kościół św. Aleksandra
- Instytut Głuchoniemych
- Domek Holenderski
- Kamienica Sukertów
- Budynek Państwowej Komisji Planowania Gospodarczego
- Kamienica Pod Gryfami

### Pomniki i upamiętnienia
- Figura św. Jana Nepomucena i dwie kolumny z krzyżami[71].
- W październiku 1968 przed Instytutem Głuchoniemych odsłonięto zrekonstruowany pomnik jego założyciela, ks. Jakuba Falkowskiego (ustawiony przed budynkiem po raz pierwszy w 1875 i zniszczony przez Niemców w 1944)[72].
- W grudniu 1980, w miejscu nieodbudowanej części gmachu Gimnazjum im. Królowej Jadwigi, odsłonięto głaz z tablicą upamiętniającą szkołę[73].
- 22 września 1985[74], w czasie obchodów 90. rocznicy ruchu ludowego w Polsce, w południowo-wschodniej części placu odsłonięto pomnik Wincentego Witosa[75][76].
- W październiku 2007 przed Instytutem Głuchoniemych odsłonięto pomnik Wandy Tazbir[77].

## Transport
W 1881 przez plac poprowadzono linię tramwaju konnego, a w 1908 zaczęły kursować tędy tramwaje elektryczne.
W 1921 przez plac przejechał pierwszy autobus miejski.
Po 1945, w związku ze zmianą polityki komunikacyjnej i ograniczeniem liczby linii tramwajowych w centrum Warszawy, nie odbudowano linii w Alejach Ujazdowskich. Uruchomione w 1946 tramwaje zawracały na pętli wybudowanej u wylotu ulicy Wiejskiej. Zachowano jednak linię na ulicy Książęcej. Przed przywróceniem ruchu tramwajowego w rejonie placu przebudowano (przekuto) także torowisko, zgodnie z podjętą w 1945 decyzją o zmianie szerokości torów tramwajowych w Warszawie z 1525 mm na 1435 mm.
W 1957 zaprzestano krańcowania wozów tramwajowych na pętli u wylotu ulicy Wiejskiej. Tramwaje zniknęły z placu Trzech Krzyży w październiku 1960, kiedy to w związku z likwidacją zajezdni tramwajowej „Solec” pod wiaduktem mostu Poniatowskiego zlikwidowano linię prowadzącą od Alej Jerozolimskich, ulicą Nowy Świat, północno-wschodnim narożnikiem placu i dalej ulicami: Książęcą, Ludną i Solcem do al. 3 Maja.
W 1970 przebudowano jezdnię i przesunięto skwer znajdujący się na placu, łagodząc łuki przy wjeździe w Aleje Ujazdowskie.

## W kulturze
- W aptece na placu Trzech Krzyży (nr 10) rozpoczyna się powieść Leopolda Tyrmanda Zły (1955)[85]. Tam, przed Instytutem Głuchoniemych, znajdował się również kiosk Juliusza Kalodonta[86].
- Plac został upamiętniony w książce Józefa Ziemiana Papierosiarze z placu Trzech Krzyży (I wydanie polskie w 1989). Autor opisał w niej prawdziwą historię grupy żydowskich dzieci, które uciekły z getta na „aryjską” stronę, i aby przetrwać trudniły się handlem papierosami na uczęszczanym przez niemieckich żołnierzy placu[87]. W 2021 na ścianie gmachu Instytutu Głuchoniemych odsłonięto tablicę upamiętniającą małych papierosiarzy[88].
- W okresie PRL północna część placu Trzech Krzyży była jednym z najpopularniejszych w stolicy miejsc spotkań gejów[89].
- Plac „zagrał” w wielu polskich filmach m.in. w Dekalogu III, Warszawie, Człowieku z M-3, Nie ma róży bez ognia oraz Lekarstwie na miłość[90].
- Historii życia kulturalnego toczącego się w nieistniejących kawiarniach na placu Trzech Krzyży poświęcony jest jeden z odcinków serialu dokumentalnego Tam gdzie się ludzie nie umawiali[91].